# Bétaille
Bétaille település Franciaországban, Lot megyében. Lakosainak száma 1073 fő (2022. január 1.). Bétaille Bilhac, La Chapelle-aux-Saints, Queyssac-les-Vignes, Végennes, Carennac, Tauriac és Vayrac községekkel határos.

## Népesség
A település népességének változása:
| Lakosok száma | 757  | 789  | 810  | 925  | 1020 | 985  | 1006 | 1064 | 1069 | 1073 |
|               | 1968 | 1982 | 1990 | 2006 | 2013 | 2015 | 2017 | 2019 | 2020 | 2022 |